# Meridiastra calcar
Meridiastra calcar är en sjöstjärneart som först beskrevs av Jean-Baptiste Lamarck 1816.  Meridiastra calcar ingår i släktet Meridiastra och familjen Asterinidae. Inga underarter finns listade i Catalogue of Life.